# Frank Duff

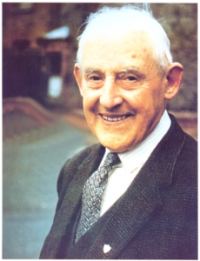
Frank Duff

Frank Duff (* 7. Juni 1889 in Dublin; † 7. November 1980 ebenda) war der irische Gründer der katholischen Laienbewegung Legio Mariae (Legion of Mary).

## Leben
Frank Duffs Eltern waren John Duff und Susan Laetitia Freehill. Er wurde in eine sehr wohlhabende Familie hineingeboren und war das älteste von sieben Kindern und wurde auf den Namen Francis Michael getauft. Er besuchte das von Jesuiten geleitete Belvedere College in seiner Heimatstadt und – nach dem Umzug seiner Familie in den Stadtteil Blackrock – das angesehene katholische Blackrock College, das er mit Auszeichnung absolvierte. Seit 1908 war er im Landwirtschaftsministerium tätig, später im Finanzministerium. 1921/1922 war er für kurze Zeit der Privatsekretär des Politikers Michael Collins, der von  Januar 1922 bis zu seiner Ermordung im August 1922 der Provisorischen Regierung Irlands vorstand.
1913 trat Duff der St. Vinzenz-von-Paul-Gesellschaft bei, die nur Männer als Mitglieder hatte und deren Aufgabe die Linderung der Armut in Dublin war. Schon damals begann er mit Hausbesuchen und dem Straßenapostolat. 1915 trat er in den Dritten Orden der Karmeliten ein; seit 1914 besuchte er bis zu seinem Tod täglich die heilige Messe, es sei denn, er war körperlich dazu nicht in der Lage.
Die Lektüre des Buches Wahre Marienverehrung von Louis-Marie Grignion de Montfort im Jahr 1918 prägte ihn nachhaltig. Am 7. September 1921 gründete er gemeinsam mit Pater Michael Toher, seinem Beichtvater, die „Gemeinschaft Unserer Lieben Frau von der Barmherzigkeit“. Die Mitglieder waren zu Beginn nur Frauen. Ab 1925 hieß die Gemeinschaft „Legio Mariae“ (englisch „Legion of Mary“, dt. „Legion Mariens“), die Mitglieder nannten sich Legionäre. Sie machten Besuche in Krankenhäusern, begannen dann mit dem Straßenapostolat und der Betreuung von Randgruppen. 1922 entstand das Sancta Maria Hostel für ehemalige Prostituierte, 1927 das Morning Star Hostel für obdachlose Männer und 1930 das Regina Coeli Hostel für ledige Mütter. Alle Heime wurden ehrenamtlich von Legionären geführt.
Die Organisation breitete sich zunächst in Irland, ab 1928 in Schottland und dann weltweit aus. 1928 verfasste Frank Duff als deren Grundordnung das Handbuch der Legion (Legion Handbook).
1931 konnte er Papst Pius XI. die Legion in einer Privataudienz vorstellen. Der Papst, ein Befürworter des Laienapostolats und der Katholischen Aktion, empfahl die neue Organisation und nannte sie „ein wunderbares und heiliges Werk“. Diese Empfehlung bewirkte, dass die Legion Marien von vorgesetzten kirchlichen Stellen in den Bistümern anerkannt wurde. Später haben die Päpste Pius XII. (1953), Johannes XXIII. (1960), Paul VI. (1965) und Johannes Paul II. (1982) die Legion gewürdigt.
1934 gab Duff seine Tätigkeit als Staatsbeamter auf und widmete sich nur mehr der Legion Mariens. 1941 gründete er mit einer Gruppe von Legionären die Mercier-Gesellschaft als Forum des Katholisch-protestantischen Dialogs; nach einigen Jahren wurde sie wieder aufgelöst.
1965 lud ihn Papst Paul VI. als Laienauditor zum II. Vatikanischen Konzil ein. Die Beschlüsse des Konzils bestätigten das Laienapostolat, wie Duff und seine Mitarbeiter es bereits ausübten, zu einer Zeit, als missionarische Tätigkeit generell Klerikern und Ordensleuten vorbehalten war.
Bei Duffs Beerdigung am 13. November 1980 zelebrierte Kardinal Ó Fiaich, Primas von Irland, die Heilige Messe; drei Erzbischöfe, zehn Bischöfe und 35 Priester konzelebrierten. 4.000 Menschen wohnten den Exequien bei, Zehntausende folgten seinem Sarg zum Friedhof Glasnevin; der Straßenverkehr in Dublin ruhte.

## Seligsprechungsprozess
1998 wurde durch den Erzbischof von Dublin, Desmond Connell, Duffs Seligsprechungsprozess eröffnet.

## Werke
- Der Geist der Legion Mariens. Übersetzung aus dem Englischen von Hilde Firtel, Kanisius Verlag, Freiburg (Schweiz) 1960.
- Können wir Heilige sein? (Engl. Erstfassung 1916) Senatus der Legio Mariae, Frankfurt a. M. 1990
- Das Handbuch der Legion Mariens. Engl. Erstfassung 1928.
- Baptism of Fire. Bombay 1961; auch erschienen als: Miracles on Tap. New York 1961. Deutsch: Wie man die Welt erobert. Geschichte der Legio Mariae. 2. Aufl., Bernina, Klosterneuburg bei Wien, 1956 (Nachdruck einer Artikelserie in Maria Legionis 1937–1942)
- Mary shall reign. Dublin 1961. Deutsch: Maria soll herrschen. Übersetzung aus dem Englischen von Hilde Firtel, Kanisius, Freiburg (Schweiz) 1963; Neuauflage: An der Hand der Mutter. Legion Mariens, Frankfurt 1982
- Victory through Mary. Dublin 1981. Der Geist der Legion Mariens. 2. Aufl., Kanisius, Freiburg/Schweiz 1960
- Virgo Praedicanda. Dublin 1967
- The Woman of Genesis. Dublin 1976
- Dass Gott mehr geliebt werde! Die Geschichte der Legion Mariens. Hrsg. Andreas Seidl. Legion Mariens, Senatus Österreich, Wien 2003, ISBN 3-00-011150-6
- Mit den Augen Marias (Betrachtungen zum Marienleben). Übersetzt von Dr. Andreas Seidl. Heiligenkreuz: Be&Be-Verlag 2010, ISBN 978-3-902694-24-9.